# František Kupka

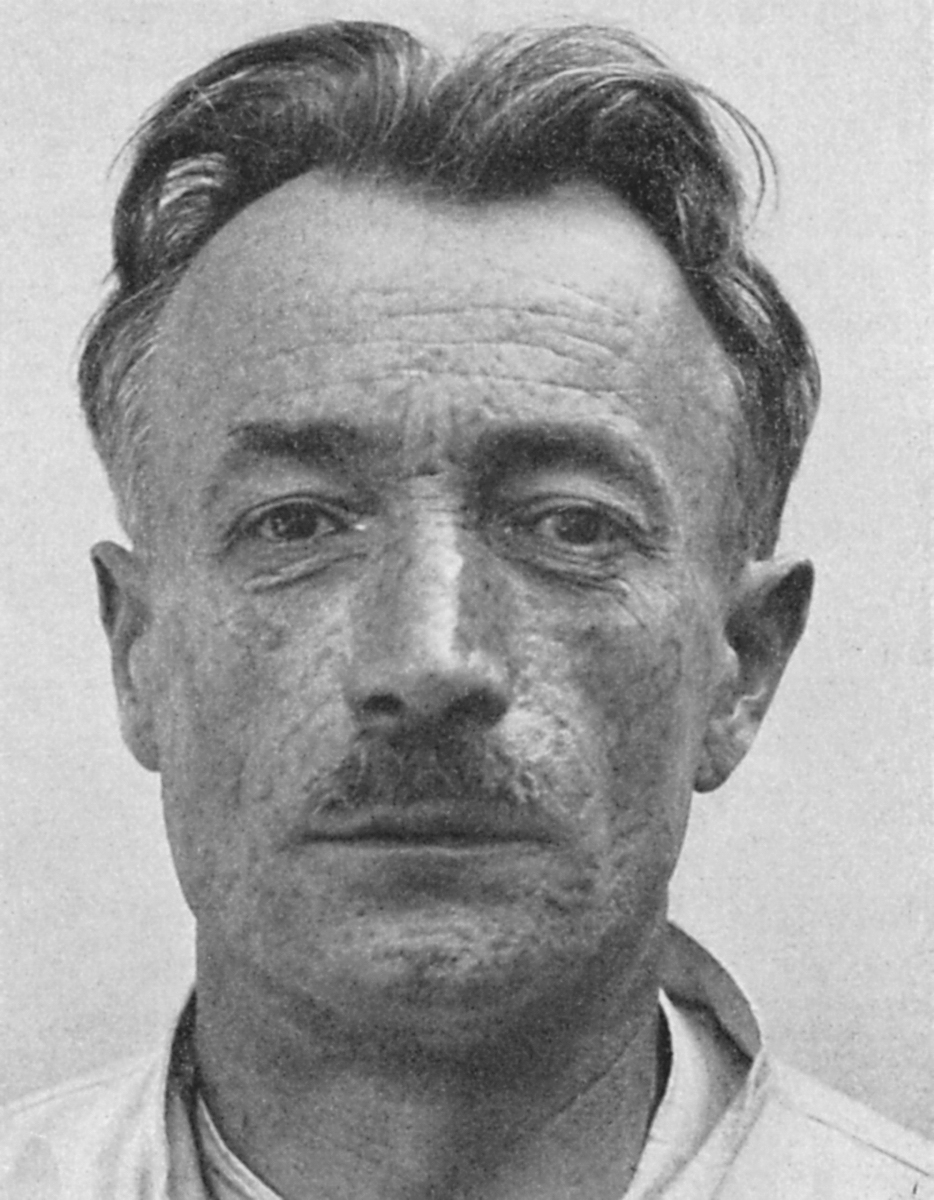
František Kupka (1928)

František Kupka (* 23. September 1871 in Opočno, Böhmen; † 21. Juni oder 24. Juni 1957 in Puteaux bei Paris) war ein tschechischer Maler.

## Leben
Kupka studierte ab 1887 an der Akademie der Bildenden Künste Prag und ab 1891 an der Akademie der bildenden Künste Wien. In Wien war er zeitweise Schüler des Malers und Sozialreformers Karl Wilhelm Diefenbach und Schüler von August Eisenmenger. Sein Frühwerk ist dem Jugendstil und Symbolismus zuzuordnen. 1894 ging er nach Paris und schloss sich den Neoimpressionisten an. Seinen Lebensunterhalt verdiente er als Modezeichner und Religionslehrer. Als drittes finanzielles Standbein „erreichten Kupkas satirische Zeichnungen und Karikaturen, die er seit 1900 für illustrierte Wochenzeitschriften anfertigte, eine weit größere Zuschauerschaft“ als seine frühen Bilder. Mit seinem Landsmann Alfons Mucha nahm er an der Weltausstellung Paris 1900 teil. Ab 1911 traf er sich mit der Puteaux-Gruppe. Ab dieser Zeit malte Kupka abstrakte Bilder.
Kupka, damals 43 Jahre alt, meldete sich beim Beginn des Ersten Weltkriegs als Freiwilliger. Er trat der tschechischen Abteilung der französischen Fremdenlegion bei.
Er war im selben Regiment wie der Schweizer Schriftsteller Blaise Cendrars, dem 1er régiment étranger. Nach einer Erkrankung an der Somme war er für zwei Jahre ein Anwerber für die Fremdenlegion unter den Exiltschechen in Frankreich („Tschechoslowakische Legionen“). Nach einem neuen Einsatz in der französischen Armee 1918 wurde er zum Ritter der Ehrenlegion ernannt.
Zurück in der Heimat 1918–1920 wurde Kupka Professor an der Kunstakademie Prag. 1922 erschien sein Buch „Die Schöpfung in der bildenden Kunst“ auf Tschechisch, die deutsche Übersetzung erschien erst im Jahr 2001. Von 1931 bis 1934 war er Mitglied bei „Abstraction-Création“, einer Künstlergruppe.
1955 fand eine Ausstellung auf der documenta 1 in Kassel statt. Kupka starb einsam und verbittert 1957 in Puteaux.
Retrospektiven folgten u. a. 1965 in der Kestner-Gesellschaft in Hannover und 1966 im Musée National d’Art Moderne in Paris.

## Werk
Kupka wird bis heute sowohl als Jugendstilmaler, als Neoimpressionist, als auch als Kubist bezeichnet, obwohl er einer der Ersten war (nach Hilma af Klint), der ungegenständliche Bilder ausstellte (1912). Zum Kubismus besteht keine Beziehung, weder formal noch inhaltlich. Die Farbe spielte für Kupka stets eine wesentliche Rolle. Für Kupka war das Archaische in der Kunst, das Einfache, das Grobe, elementar wichtig für die plastische und bildende Kunst, denn es war der Ursprung, von dem alles ausgeht. Neben seinem Hang zum Okkulten war Kupka aber auch an Naturwissenschaften interessiert: Als er das erste Mal – an der Sorbonne – durch ein Mikroskop blickte, erlebte er eine Offenbarung. Er entdeckte Dimensionen und Möglichkeiten einer 'anderen Natur'.
Abstraktion benötigt zuerst ein reales Motiv. Das fand er im Bild seiner Tochter („Mädchen mit Ball“, 1908) das er immer weiter abstrahierte, bis er zum Schluss nach diversen Studien zum berühmten Bild „Amorpha, Fuge in zwei Farben“ (1912) gelangte.
Kupka besaß erstaunliche Kenntnisse über vergangene Hochkulturen und seine Ansichten gingen weit über den Horizont der traditionellen europäischen Kultur hinaus. Für František Kupka war es Schicksal, ein Künstler zu sein.
Mit seiner Ausstellung völlig abstrakter Bilder 1912 im Pariser Salon d’Automne erregte Kupka ungeheures Aufsehen. Während Wassily Kandinsky vielfältige Kontakte hielt, wurde Kupka immer mehr zum Eigenbrötler. Er verdarb es sich sogar mit Guillaume Apollinaire, der daraufhin nichts mehr über ihn schrieb. Kupka haftete darüber hinaus das „Stigma der Nichtzugehörigkeit“ an. Kupka lebte zurückgezogen und starb einsam. Der Ruhm, die Abstrakte Malerei zumindest mitbegründet zu haben, ist ihm bis heute nicht zuteilgeworden.
Anders als Kandinsky, dessen Schrift „Über das Geistige in der Kunst“ (1911) seinen Ruhm als Begründer der abstrakten Malerei begründete, erlangte Kupka mit der kunsttheoretischen Schrift „Die Schöpfung in der bildenden Kunst“ (1923) keine bleibende Wirkung. Das Werk erschien erst 2001 in deutscher Übersetzung.

## Werke (Auswahl)
- 1911: Anordnungen auf Vertikalen, Musée National d’Art Moderne, Paris
- 1912: Amorpha, Fuge in zwei Farben, Nationalgalerie Prag, Prag
- 1913: Kathedrale
- 1913: Blaue und rote vertikale Flächen (72 × 80 cm, Privatbesitz)
- 1923: Die Schöpfung in der bildenden Kunst (kunsttheoretische Schrift)

## Film
- Kupka – Pionier der abstrakten Kunst. Dokumentarfilm, Frankreich, 2017, 52:40 Min., Buch und Regie: Jacques Lœuille, Produktion: Zadig Productions, arte France, RMN-Grand Palais, Česká televize, Centre Pompidou, Erstsendung: 25. März 2018 bei arte, Online bei Youtube. Fernseh-Reportage anlässlich der Kupka-Ausstellung im Grand Palais vom 21. März 2018 bis 30. Juli 2018.